# Estat de Durango
|  | Durango és el nom d'un estat de Mèxic també el de la seva capital. Aquest article és sobre l'estat. |

Durango és un estat dels 31 que conformen la federació de Mèxic. Està localitzat al centre-nord del país. Limita al Nord amb l'estat de Chihuahua, al nord-est amb Coahuila, al sud-est amb l'estat de Zacatecas, al sud amb Nayarit i a l'est amb Sinaloa. La capital de l'estat és la ciutat homònima de Victoria de Durango. Es va incorporar a la federació com a estat el 1824.
La Sierra Madre Occidental es localitza a la porció oest de l'estat, la qual conté nombrosos jaciments i dipòsits minerals, inclosa la plata, la qual cosa va atreure la colonització espanyola. Aquestes mines s'estenen al nord, a l'estat de Chihuahua i al sud a l'estat de Zacatecas.
Els productes agrícoles principals de l'estat són el cotó, el blat, la canya de sucre, el tabac, el blat de moro i altres verdures.

## Persones notables
- Francisco "Pancho" Villa
- Dolores del Río
- Guadalupe Victoria